# Hamilton Fish
Pour les articles homonymes, voir Fish.
Ne doit pas être confondu avec Hamilton Fish Armstrong.
Hamilton Fish, né le 3 août 1808 à New York et mort le 7 septembre 1893 dans le comté de Putnam (New York), est un homme d'État américain. Membre du Parti républicain, il est représentant de l'Illinois entre 1843 à 1845, gouverneur du même État entre 1849 à 1850, sénateur du même État entre 1851 à 1857 puis secrétaire d'État des États-Unis entre 1869 et 1877 dans l'administration du président Ulysses S. Grant.

## Biographie
Considéré comme l'un des meilleurs secrétaires d'État dans l'histoire des États-Unis, il résout la question des réclamations de l'Alabama avec la Grande-Bretagne, en développant le principe de l'arbitrage international. Il contribue aussi à éviter une guerre avec l'Espagne autour de l'indépendance de Cuba en gérant habilement l'affaire Virginius, et engage le processus d'intégration d'Hawaï aux États-Unis en négociant un traité commercial en 1875. Une enquête menée auprès d’érudits dans l’American Heritage Magazine de décembre 1981 a classé Fish numéro 3 sur une liste des dix principaux secrétaires d’État.
Il est membre à titre héréditaire de la Société des Cincinnati.